# Jonathan Bijimine
Jonathan Bijimine (Amiens, Francia, 9 de julio de 1994) es un futbolista congoleño que ocupa la demarcación de centrocampista y juega en el Rapid Brodoc de la Liga III.

## Trayectoria
El jugador franco-congoleño se formó en las filas del CS Sedan Ardennes. Más tarde, jugaría en Francia en el L'Entente SSG y en el propio Sedán, y en Italia en las filas del Perugia Calcio y Società Sportiva Barletta Calcio.
En 2014 recaló por primera vez en España, fichando como jugador del Córdoba con vistas a reforzar al filial, entonces en Segunda B, aunque con idea de que pudiera estar en la órbita del primer equipo. El mal año en Primera y los muchos jugadores de la plantilla le impidieron incluso entrenarse con ellos, algo que sí logró en la siguiente temporada. Disputó una treintena de partidos con el Córdoba B y llegó a anotar cinco tantos con el filial. Su buen trabajo llevó a José Luis Oltra a darle la alternativa contra Elche y Mirandés, lo que convirtió al franco-congoleño en afianzarse con un puesto en el primer equipo cordobés.
Tras su paso por el Córdoba CF el jugador pasó en la temporada 2017-2018 una breve temporada en Grecia jugando con el Apollon Smyrnis y posteriormente en la República Checa en las filas del Fastav Zlín, desde donde en julio de ese último año llegó por segunda vez a España, esta vez para jugar en la UD Logroñés.
En marzo de 2019 se anunció su fichaje por parte del Salamanca CF UDS de 2ª división B, el cual no llegó a culminarse debido a problemas con la ficha.

## Clubes
Relación de clubes en los que ha militado el jugador:
| Club                           | País            | Año       |
| ------------------------------ | --------------- | --------- |
| L'Entente SSG                  | Francia         | 2012      |
| C. S. Sedan Ardennes           | Francia         | 2012-2013 |
| Perugia Calcio                 | Italia          | 2013-2014 |
| S. S. Barletta Calcio (cedido) | Italia          | 2014      |
| Córdoba C. F. "B"              | España          | 2014-2016 |
| Córdoba C. F.                  | España          | 2016-2017 |
| Apollon Smyrnis                | Grecia          | 2017-2018 |
| F. C. Fastav Zlín              | República Checa | 2018      |
| U. D. Logroñés                 | España          | 2018-2019 |
| A. D. Alcorcón                 | España          | 2019-2020 |
| U. D. Sanse (cedido)           | España          | 2019-2020 |
| Algeciras C. F. (cedido)       | España          | 2020      |
| C. S. Sedan Ardennes           | Francia         | 2020-2021 |
| U. D. Alzira                   | España          | 2021      |
| U. E. Santa Coloma             | Andorra         | 2022      |
| Rapid Brodoc                   | Rumania         | 2023-     |